# Каміничанка
Каміничанка (пол. Kamieniczanka (dopływ Trzemeśnianki)) — річка в Польщі, у Мисленицькому повіті Малопольського воєводства. Права притока Тшемешнянки, (басейн Балтійського моря).

## Опис
Довжина річки 3 км. Формується безіменними струмками.

## Розташування

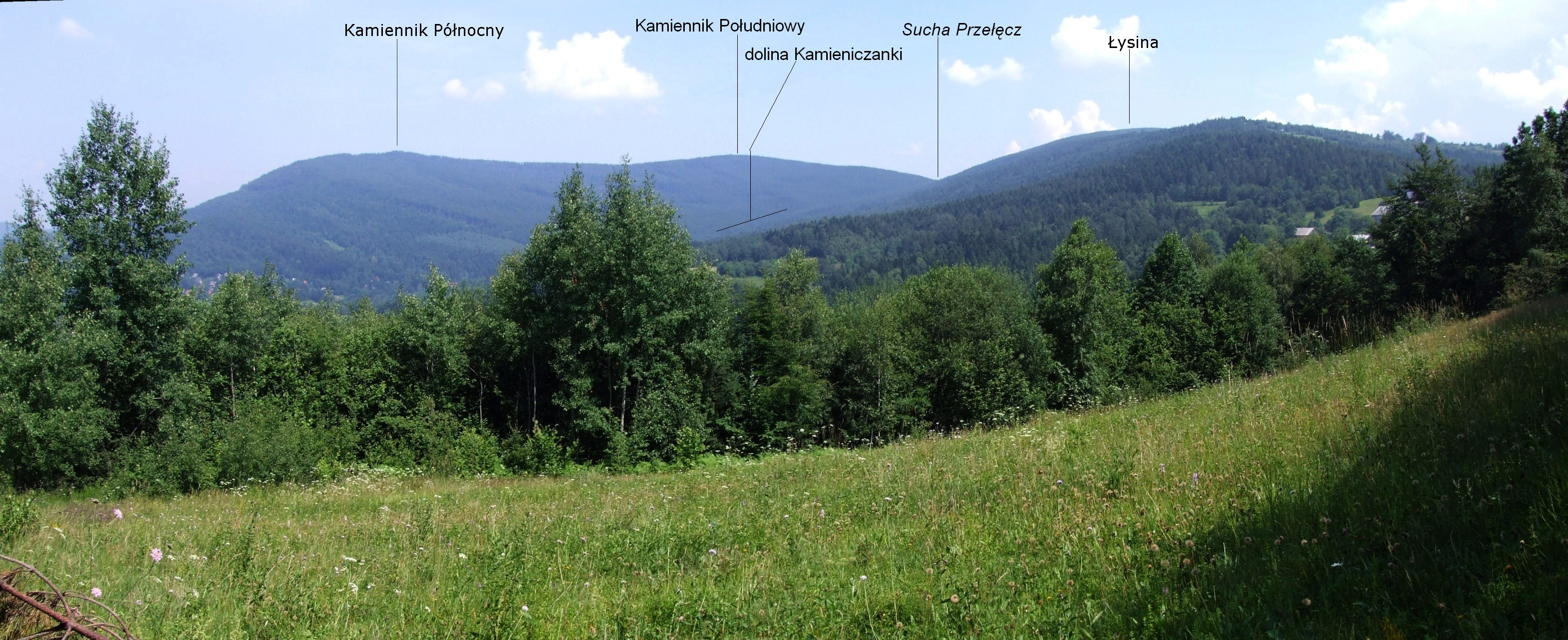
Долина Каміничанки

Бере початок на північно-західних схилах гори Поляна Суха (708,8 м) на висоті 690 м у селі Поремба (гміна Мисьленіце). Тече переважно на північний захід через присілки Порембу, Гурну Порембу і у Козакувці впадає у річку Тшемешнянку, праву притоку Раби.